# Literatura en tailandés
La literatura en tailandés es la literatura del pueblo tailandés, casi exclusivamente escrita en idioma tailandés.

## Historia

### Orígenes
La primera literatura del pueblo tailandés fue escrita en chino hasta el siglo XIII, luego en sánscrito y pali de la India.

### Influencia india
La literatura tailandesa estuvo tradicionalmente muy influida por la cultura india del siglo XIII. La épica nacional de Tailandia es una versión del Ramayana llamada el Ramakien. Una serie de versiones de la épica se perdieron en la destrucción de Ayutthaya en 1767. Existen actualmente tres versiones. Una de ellas fue preparada bajo la supervisión (y parcialmente escrita por) el rey Rama I. Su hijo, Rama II, reescribió algunas partes del drama khon. Las principales diferencias con el original son un papel ampliado para el dios mono Hanuman y el añadido de un final feliz.
El poeta más importante en la literatura tailandesa fue Sunthorn Phu, quien es conocido sobre todo por la historia de amor y aventuras Phra Aphai Mani y por nueve piezas de viaje llamadas Nirats.
Los reyes Rama V y Rama VI fueron también escritores, principalmente de ensayos como parte de su programa para combinar el conocimiento occidental con la cultura tradicional tailandesa. La historia Lilit Phra Lo (ลิลิตพระลอ) fue votada la mejor obra lilit por el real club literario del rey Rama VI en 1916. Basada en el trágico fin del rey Phra Lo, quien murió junto con las dos mujeres a las que amaba, Phra Phuean y Phra Phaeng, las hijas del gobernador de la ciudad de Song, se originó como un cuento del folclore tailandés y más tarde se convirtió en parte de la literatura tailandesa.

### sigloXX
Los escritores tailandeses del siglo XX tendieron a producir ficción ligera más que literatura. Pero progresivamente, escritores individuales fueron produciendo obras más serias, incluyendo a escritores como Kukrit Pramoj, Kulap Saipradit, (pseudónimo de Siburapha), y Suweeriya Sirisingh (pseudónimo Botan), y Chart Korbjitti. Algunas de sus obras han sido traducidas al inglés. La región de Isan de Tailandia ha producido dos destacados escritores de crítica social en Khamsing Srinawk y Pira Sudham. Destacadamente, Pira Sudham escribe en inglés.
Tailandia ha tenido también una serie de escritores expatriados en el siglo XX. El Grupo de escritores de Bangkok está publicando actualmente ficción del autor indio G.Y. Gopinath, el fabulista A.D. Thompson, así como ensayo de Gary Dale Cearley.